# Daniel Fedorczuk
Daniel Fedorczuk (?, 2. svibnja 1976.) urugvajski je nogometni sudac poljskog podrijetla. Zaposlen je od strane FIFA-e i CONMEBOL-a od 2011. godine. Također, jedan je od glavnih sudaca u Prvoj urugvajskoj nogometnoj ligi, gdje sudi sve važnije utakmice, a ponekad sudi i utakmice Urugvajskog nogometnog kupa.
Svoju prvu utakmicu u Prvoj urugvajskoj nogometnog ligi sudio je 30. kolovoza 2009. između Central Española i River Plate iz Montevidea. Utakmica je završila neriješenim rezultatom 2:2, a Fedorczuk je prilikom igre podijelio šest žutih i četiri crvena kartona.
Na svom prvom međunarodnom suđenju na utakmici Copa Suadmericane 27. lipnja 2012. između brazilskog Guaranija i bolivijskog kluba Oriente Petrolero. Utakmica je završila minimalnom pobjedom bolivijske momčadi (1:0), a Fedorczuk je podijelio šest žutih kartona.
I na svojoj prvoj reprezentativnoj suđenoj utakmici između Argentine i Trinidada i Tobaga 5. lipnja 2014. (3:0) podijelio je četiri žuta kartona te zavrijedio kritiku "najoštrijeg južnoameričkog suca".

## Poveznice
- Poljaci u Urugvaju